# Mike Shinoda
Michael Kenji »Mike« Shinoda , ameriški glasbenik in glasbeni producent, * 11. februar 1977, Agoura, Kalifornija, ZDA.
Znan je predvsem po njegovem delu v skupini Linkin Park in po njegovi stranski skupini Fort Minor. Oče je ameriško-japonskega porekla.

## Življenje in delo
Mike Shinoda ali Michael Kenji Shinoda je svoja mlada leta preživel v Agourei, predmestju Los Angelesa. Ima mlajšega brata Jay-a rojenega leta 1979.
Prve korake proti glasbenem življenju je naredil med srednjo šolo, ko je šel na koncert skupin Anthrax in Public Enemy. Po tem se je začel učiti klavir in klasične klavirske tehnike, potem pa še jazz in hip-hop. Ta čas je dodal še kitaro in končno rapanje, ki jih je dodal svojemu repertoarju. V najstniških letih je Shinoda našel inspiracijo v prijatelju Bradu Delsonu, s katerim je začel pisati in snemati pesmi z Makeshift Studiom v njegovi spalnici.
Shinoda je obiskoval Agoursko gimnazijo s članom skupine Linkin Park Bradom Delsonom in z znanim pevcem Hoobastank. Proti koncu gimnazije se je Rob Bourdon uključil v skupino. Ta trio je ustvaril Xero in tako resno začel z glasbeno kariero.
Po gimnaziji se je vpisal na Umetniško fakulteto, da se bi naučil ilustriranja in grafične kompozicije. Tam je spoznal  Josepha Hahna, in z Delsonovim sošolcem, Davom Farrellom je kmalu postal član skupine Xero.
Narisal je večino karikatur in drugih stvari za skupino Linkin Park.